# Tærskning
Tærskning er en proces, hvor kerner og strå adskilles i det høstede korn.
Man kan tærske med håndkraft (plejl), tærskeværk eller tærskemaskine.
I dagligsproget anvendes udtrykket "tærske langhalm".